# Joan Josep Nogués Portalatín
Joan Josep Nogués Portalatín (Borja, Camp de Borja, Aragó; 28 de març del 1909 - Palma, 2 de juliol de 1998) fou un futbolista i entrenador.

## Trajectòria
Després de passar pel Zaragoza CD, fou porter del FC Barcelona entre 1930 i 1942, amb una breu estada a l'EC Granollers durant la guerra civil, així com de les seleccions catalanes i espanyoles.
Després fou entrenador de diversos clubs, com ara el FC Barcelona, el Gimnàstic de Tarragona i el RCD Espanyol. Entre les temporades 1950-51 i 1951-52 l'Espanyol, dirigit per Pepe Nogués aconsegueix guanyar com a local de manera consecutiva en setze partits, la més llarga de la història.